# こやま基夫
こやま 基夫（こやま もとお、1960年7月11日 - ）は、日本の漫画家。大分県大分市出身。
1983年に第4回『週刊少年サンデー』コミック同人誌グランプリ作品部門に「古山基夫」名義の「エイリアン・テレビジョン」が入選。同年7月増刊号に同じく「古山基夫」名義の『うつり気マイハート』でデビュー。作品に『おざなりダンジョン』『電子妖精アバタモエクボ』『エンジェルノート』がある。 

## 作品
漫画
- おざなりダンジョン（学習研究社、1989年 - 1996年、全17巻、（復刻版）ビブロス、2005年）
  - なりゆきダンジョン（学習研究社、1997年 - 1998年、全3巻）
  - なおざりダンジョン（ジャイブ、2006年 - 2010年、全8巻）
  - おざなりダンジョンTACTICS（ジャイブ、2010年 - 2013年、全6巻）
- Gの影忍（バンダイ出版課、1990年、全1巻）
  - 完璧版（メディアワークス、1994年、全1巻）
- 電子妖精アバタモ☆エクボ（アスキー、1993年 - 1994年、全3巻）
- めんたるダイバー（アスキー、1993年 - 1995年、全4巻）
- アブラ・マンダラ（少年画報社、1995年 - 1997年、全4巻）
- おもかげ幻舞（秋田書店、1997年、全4巻）
- 摩訶娘々（アスペクト、1998年、全1巻）
- エンジェルノート（集英社、1998年 - 2001年、全5巻）
- エポキシ（ソフトバンクパブリッシング、1999年、全1巻）
- パクリコン（秋田書店、1999年、全3巻）
- 新宿少年探偵団（秋田書店、2002年、全1巻）
- TOYBOYバグジ（メディアワークス、2003年、全2巻）
- 魔界コンビニ物語（ジャイブ、2006年、全1巻）
- 神羅万送デリバリア（ソフトバンククリエイティブ、2006年 - 2008年、全2巻）
- さばけクノイチーナ（学研パブリッシング、2015年、全1巻）

その他
- おざなりダンジョン 風の塔 - 1991年に制作された『おざなりダンジョン』のOVA版。クレジットではキリマン役で出演していることになっているが、元々キリマンはしゃべらないキャラクターでありセリフが全くないため、作中でこやまの声を聞くことはできない。
- 場外乱闘!まんが家超歌唱大全集 - 1992年2月21日発売、品番：VPCG-83234。バップから発売された「漫画家が歌を作詞し、自ら歌う」という企画CD。こやまも参加している。
- 風の吹くまま - 神坂一の短編ライトノベル作品。イラストを担当。初出は『ザ・ファンタジーIII』（1994年2月初版・角川書店カドカワノベルズKadokawa fantasy刊・ISBN 4-0478-2408-9）で、後に角川スニーカー文庫から刊行された神坂の短編集にも再録されている。
- ディヴァイン・ハート - あおしまたかしのライトノベル作品。イラストを担当。富士見ファンタジア文庫刊・全2巻。